# Telling Lies
Telling Lies è un brano musicale di David Bowie, da lui composto nel 1996 e pubblicato come singolo estratto dal suo album Earthling del 1997.

## Il brano
A partire dall'11 settembre 1996, sul sito internet davidbowie.com furono postate tre versioni di Telling Lies, una alla settimana, diventando così il primo singolo pubblicato solo in forma digitale da un artista mainstream. Circa 300,000 persone scaricarono il brano. Due mesi dopo, il brano venne pubblicato anche su CD dalla BMG.
Bowie lanciò il singolo con una chat online, dove lui ed altre due persone che pretendevano di essere Bowie stesso rispondevano alle varie domande degli utenti (Bowie diceva la verità, mentre gli altri due stavano "raccontando bugie", telling lies). Durante la chat venne chiesto agli utenti di votare per indicare chi fosse il vero David Bowie. Per la cronaca, il "vero" Bowie si classificò al terzo posto.
Nessun videoclip musicale venne prodotto per promuovere il singolo.

## Tracce singolo
1. Telling Lies (Feelgood mix by Mark Plati) – 5:07
2. Telling Lies (Paradox mix by A Guy Called Gerald) – 5:10
3. Telling Lies (Adam F mix) – 3:58

## Formazione
- David Bowie – voce, chitarra, sassofono, campionamenti, tastiere
- Reeves Gabrels – sintetizzatori, chitarra, campionamenti, voce
- Mark Plati – campionamenti, tastiere
- Gail Ann Dorsey – basso, voce
- Zachary Alford[4] – batteria, percussioni
- Mike Garson – tastiere, pianoforte

## Esecuzioni dal vivo
- Una versione live della canzone registrata al "Paradiso", Amsterdam, Paesi Bassi, il 10 giugno 1997, venne pubblicata sull'album LiveAndWell.com nel 2000.

## Riferimenti in altri media
- La canzone è stata usata come titolo per il libro Telling Lies, l'altra discografia di David Bowie del musicologo Mauro Luppi.